# Colloquium Historicum Wirsbergense

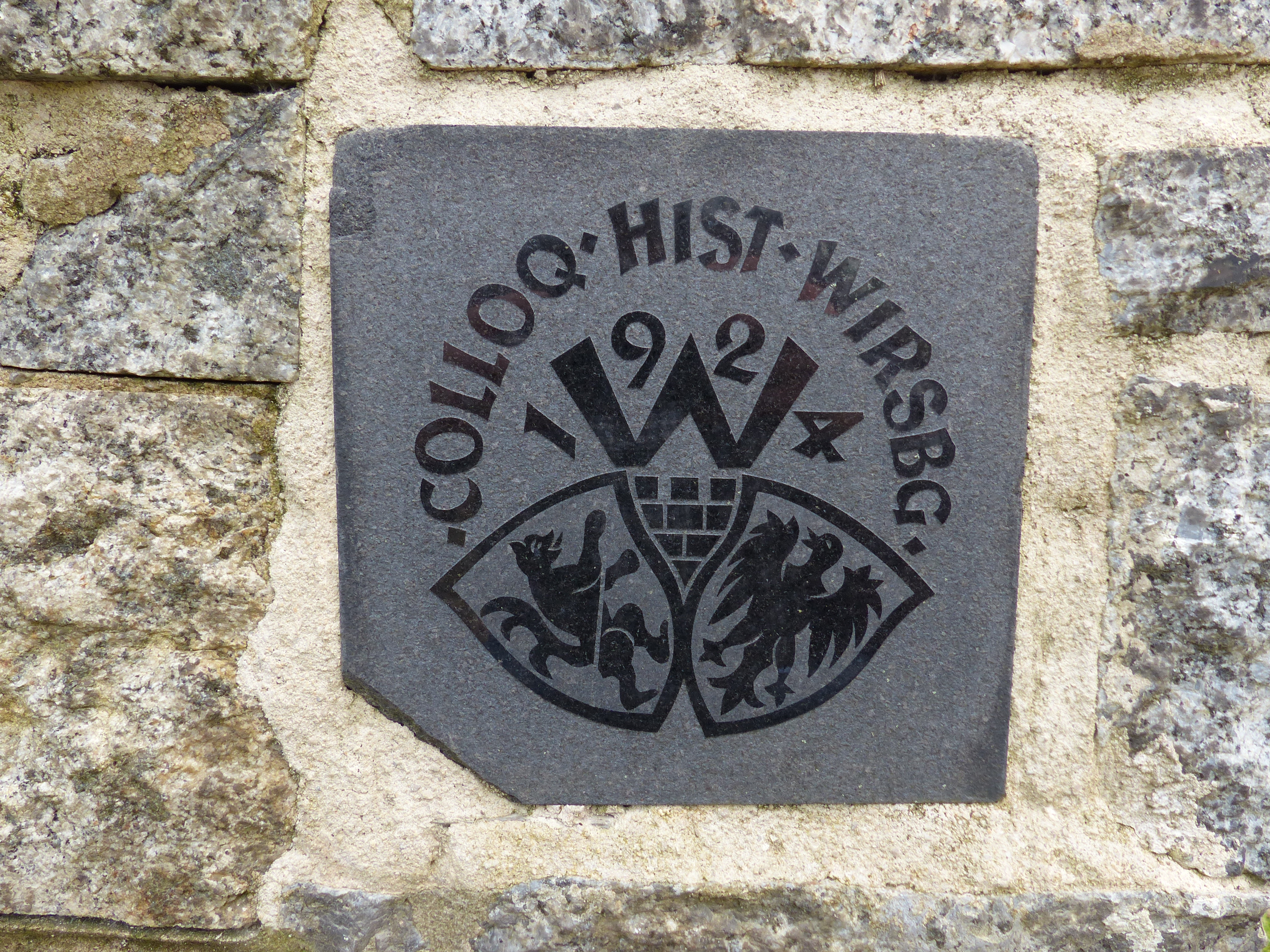
Vereinslogo

Das Colloquium Historicum Wirsbergense – Heimat- und Geschichtsfreunde in Franken e. V., kurz CHW, ist ein 1924 gegründeter Heimat- und Geschichtsverein. Mit über 1900 Mitgliedern ist das CHW einer der größten Geschichtsvereine in Franken und Bayern.

## Geschichte
„Colloquium Historicum Wirsbergense“ bedeutet wörtlich übersetzt „Historisches Gespräch von Wirsberg“ und deutet auf die Gründung des Vereins als Gesprächskreis von zehn heimatgeschichtlich interessierten Honoratioren hin, darunter Eduard Margerie. Lorenz Reinhard Spitzenpfeil, der auch die Logos des Frankenwaldvereins und des Fichtelgebirgsvereins entwarf, schuf das Vereinslogo.

## Aufgaben
Das CHW veranstaltet alljährlich über hundert Vorträge, Symposien und Exkursionen in ganz Franken, das Sommerprogramm ist durch Führungen und kleinere Wanderungen geprägt, das Winterprogramm ist auf Vorträge konzentriert. Die Veranstaltungen werden von fachkundigen Referenten geleitet. Um dem Namen Colloquium gerecht zu werden, ist jeder Teilnehmer einer Veranstaltung eingeladen, sich mit Fragen und Diskussionen einzubringen. Alle Veranstaltungen des CHW sind öffentlich und können von allen Geschichtsinteressierten, nicht nur von Mitgliedern, besucht werden. Das CHW unterstützt Forschungsprojekte, führt eigene durch und veröffentlicht die Ergebnisse mit dem Bestreben, das Geschichtswissen in Franken zu pflegen. Des Weiteren widmet sich das CHW der Bewahrung geschichtlicher Zeugnisse und Denkmäler.

## Vereinsstruktur

### Vorstand
Den Vorstand des CHW bilden derzeit:
- 1. Vorsitzender Günter Dippold
- 2. Vorsitzender Robert Schäfer
- Schatzmeister Walter Partheymüller
- Schriftführer Bernhard Christoph

Der Vorstand wird durch Beschluss in der Mitgliederversammlung gewählt, die Amtszeit beträgt vier Jahre. Bei der Mitgliederversammlung vom 11. September 2021 wurde der amtierende Vorstand wiedergewählt.

### Präsidium
Zum Präsidium gehören:
- Archivarin Andrea Göldner
- Kerstin Klose
- Brigitte Eichner-Grünbeck
- Isolde Kalter
- sowie alle Bezirksgruppenleiter

Die Amtszeit des Präsidiums entspricht der des Vorstands.

### Bezirksgruppen
Aktuell gliedert sich das CHW in 19 Bezirksgruppen, verteilt in ganz Franken. Mit der 2016 gegründeten Bezirksgruppe Sonneberg/Neustadt wird auch das angrenzende, fränkisch geprägte Südthüringen in die Vereinsarbeit eingebunden. Die Bezirksgruppen sind unselbstständig und werden durch einen Bezirksgruppenleiter vertreten. Mitglieder wählen beim Eintritt in den Verein eine zugehörige Bezirksgruppe, können diese jedoch wechseln. Aufgabe der Bezirksgruppenleiter ist die Organisation und Leitung von Veranstaltungen im Rahmen des CHW Jahresprogramms sowie örtliche Mitgliederwerbung und Öffentlichkeitsarbeit.
- Bezirksgruppe Bad Staffelstein (Leitung: Christine Liebl)
- Bezirksgruppe Bamberg (Leitung: Robert Schäfer)
- Bezirksgruppe Burgkunstadt/Altenkunstadt (Leitung: Jutta J. Löbling)
- Bezirksgruppe Creußen (Leitung: Christoph Abel)
- Bezirksgruppe Ebensfeld/Zapfendorf (Leitung: Georg Neuberger)
- Bezirksgruppe Ebersdorf (Leitung: Gerd Weibelzahl)
- Bezirksgruppe Hollfeld (Leitung: Günther Hofmann)
- Bezirksgruppe Kronach (Leitung: Dirk Eilers)
- Bezirksgruppe Kulmbach (Leitung: Stephan J. Schmidt)
- Bezirksgruppe Lichtenfels (Leitung: Ulrich Sünkel)
- Bezirksgruppe Memmelsdorf/Scheßlitz (Leitung: Franz Zenk)
- Bezirksgruppe Münchberg (Leitung: Bertram Popp)
- Bezirksgruppe Redwitz (Leitung: Thilo Hanft)
- Bezirksgruppe Regnitztal (Leitung: Jörg Leibinger)
- Bezirksgruppe Seßlach (Leitung: Manfred Kellner)
- Bezirksgruppe Sonneberg/Neustadt (Leitung: Thomas Schwämmlein)
- Bezirksgruppe Stadtsteinach (Leitung: Siegfried Sesselmann)
- Bezirksgruppe Weismain (Leitung: Christian Klose)
- Bezirksgruppe Wirsberg (Leitung: Reinhard Stelzer)

### Einrichtungen
Der Verein verfügt über ein eigenes Archiv (verwaltet vom Stadtarchiv Weismain) und eine Bibliothek (verwaltet von der Kreisbibliothek Kronach). Diese Einrichtungen stehen den Mitgliedern zur Nutzung zur Verfügung. Der Verein ist bestrebt, diese Sammlungen zu pflegen und zu erweitern.

## Publikationen
Der Verein bringt Schriften zur fränkischen Geschichte heraus, regelmäßig erscheint ein Jahrbuch (bis 2015 Geschichte am Obermain, seit 2016 Geschichte in Franken). Mitglieder können die Veröffentlichungen zum Vorzugspreis beziehen.